# Gunnar Fästh
Per Gunnar Fästh, född 8 december 1914 i Regnsjö, Gävleborgs län, död 23 november 1997, var en svensk konstnär.
Han var son till försäkringsinspektören Per Fäst och Margareta Sahlin och från 1945 gift med Inga-Britta Ericsson. Fästh studerade konst för Otte Sköld 1945. Han ställde ut tillsammans med Gävleborgs konstförening och Sällskapet för jämtländsk konstkultur.
Hans konst består av stilleben, landskap, porträtt och barnstudier i olja. Fästh är representerad vid Östersunds museum och Sundsvalls museum.